# Antigua iglesia de la Esperanza de Guadasequies
La Antigua iglesia de la Esperanza es un templo católico situado en la calle Esperanza, 5, en el municipio de Guadasequies. Es Bien de Relevancia Local con identificador número 46.24.138-001.
A consecuencia de la construcción de la presa de Bellús, en el río Albaida, una parte del casco de Guadasequies fue derruido, según el proyecto desarrollado entre 1989 y 1995. La iglesia de Nuestra Señora de la Esperanza fue el único edificio del sector que quedó en pie. En la parte alta del pueblo se edificó una iglesia con la misma advocación. La antigua iglesia estaba abocada inicialmente al derribo, pero se conservó merced a las presiones de vecinos y entidades cívicas y culturales de la comarca. En 2003 fue rehabilitada.